# Tephrina pulinda
Tephrina pulinda är en fjärilsart som beskrevs av Walker 1860. Tephrina pulinda ingår i släktet Tephrina och familjen mätare. Inga underarter finns listade i Catalogue of Life.